# Nouvelle majorité pour le Chili

Symbole de la campagne de Marco Enríquez-Ominami pour l'élection présidentielle de 2010.

La Nouvelle majorité pour le Chili (Nueva Mayoría para Chile en espagnol) est une coalition électorale chilienne de gauche organisée pour les élections parlementaires de 2009 ainsi que la présidentielle de 2009-2010, composée en particulier du Parti écologiste et du Parti humaniste, qui faisait anciennement partie de Juntos Podemos avec le Parti communiste. La Nouvelle majorité a soutenu la candidature à la présidentielle de l'ex-député socialiste Marco Enríquez-Ominami, qui est arrivé troisième au premier tour avec un peu plus de 20 % des voix. Elle a obtenu un peu moins de 5 % aux élections parlementaires, ce qui ne lui donna droit à aucun siège.
Fondée en septembre 2009, la Nouvelle majorité est dirigée par Félix González et Efrén Osorio. Des mouvements politiques non parlementaires ont aussi appuyé la coalition, dont le Mouvement régionaliste, le Mouvement SurDA et le Réseau progressiste. 
Michelle Bachelet (ancienne présidente et membre du PS) est la candidate de la Nouvelle majorité pour l'élection présidentielle de 2013. Elle obtient 46,67% à l'issue du premier tour et se qualifie pour le second, où elle affrontera le 15 décembre la candidate UDI Evelyn Matthei (qui a obtenu 25,01 %). Au second tour, Michelle Bachelet est élue par 62,71 % des voix, contre 37,28 à Evelyn Matthei.